# (59798) 1999 PO1
1999 بي أو 1 (ويعرف أيضًا باسم (59798) 1999 بي أو 1 وفق تسمية الكوكب الصغير) (بالإنجليزية: 1999 PO1)‏؛ هو كويكب ضمن حزام الكويكبات.
اكتُشف هذا الجُرم الفلكي بواسطة روبرت إتش ماكنوت في 3 أغسطس 1999، وترتيبه 59798 من حيث الاكتشاف.

## الوصف
اكتُشف 597981999PO في 3 أغسطس 1999 في مرصد سايدنغ سبرينغ، الواقع في وارومبونغل، نيوساوث ويلز في أستراليا، بواسطة عالم الفلك البريطاني روبرت إتش ماكنوت. وقد رصد المشروع 627 مشاهدة للكويكب إلى غاية 10 نوفمبر 2021 بتوقيت منطقة المحيط الهادئ، أي في مدة قدرها 8,100 يومًا (22.2 عام). تستغرق الفترة المدارية للكويكب 1,990 يومًا (5.5 عام).

## الخصائص المدارية
يتميز مدار هذا الكويكب بنصف محور رئيسي يبلغ 3.09 وحدة فلكية، وحضيض قدره 2.98 وحدة فلكية، وانحراف قدره 0.0369 وزاوية ميلان 22 درجة بالنسبة لمسار الشمس. بسبب هذه الخصائص، أي نصف المحور الرئيسي بين 2 و3.2 وحدة فلكية وحضيض أكبر من 1,666 وحدة فلكية، يُصنف هذا الجُرم الفلكي وفقًا لقاعدة بيانات مختبر الدفع النفاث لأجرام النظام الشمسي الصغيرة كائنًا من حزام الكويكبات الرئيسي.

## الخصائص الفيزيائية
يُقدر القدر المطلق (H) لـ597981999PO بـ14.41 ووضاءته بـ0.054، مما يمكِّن تقدير قطره بـ 8.278كم. استُخلصت هذه النتائج بفضل ملاحظات مستكشف الأشعة تحت الحمراء عريض المجال (WISE)، وهو مرصد فضائي أمريكي وُضع في المدار في عام 2009 ويراقب السماء بأكملها بالأشعة تحت الحمراء، في عام 2011، نُشرت النتائج الأولى المتعلقة بالكويكبات من الحزام الرئيسي.

## وصلات خارجية
- (59798) 1999 PO1 في قاعدة بيانات مختبر الدفع النفاث لأجرام النظام الشمسي الصغيرة

- الاكتشاف · مخطط المدار ·  العناصر المدارية · المعلمات المادية

- (59798) 1999 PO1 على موقع ويكي سكاي: DSS2, SDSS, GALEX, IRAS, Hydrogen α, X-Ray, Astrophoto, Sky Map, Articles and images